# Centaurea takhtajanii
Centaurea takhtajanii là một loài thực vật có hoa trong họ Cúc. Loài này được Gabrieljan & Tonjan mô tả khoa học đầu tiên năm 1985.